# Torø
Thorø er en lille ø i Lillebælt et par kilometer syd for Assens. Øen har sit navn fra den olddanske terrænbetegnelse thõr som betyder en forhøjning i søen. I dag er øen landfast med Fyn. På drejet ligger det lille fiskerleje Torøhuse. Øen havde i 2002 tre beboere, men i dag bor der ingen på den lille ø. Der er tre fuglekolonier på øen, med hætte-, storm- og  sølvmåger samt  havterne.
Erhvervsmanden Harald Plum havde en gård på øen, som han bl.a. fik arkitekten Aage Lønborg-Jensen til at restaurere. Plum begik selvmord på Thorø i 1929.

## Note
1. ↑  "BEF4: FOLKETAL 1. JANUAR EFTER ØER". statistikbanken.dk. Hentet 28. februar 2018.
2. ↑  Torben Gang Rasmussen ::Oplev Sydfyn og Øhavet, Hovedland 2002
3. ↑  "Fabrikantens mystiske selvmord". fyens.dk. 1. maj 2004. Arkiveret fra originalen 1. marts 2018. Hentet 28. februar 2018.